# Établissement public de santé mentale de La Réunion
L'Établissement public de santé mentale de La Réunion, ou EPSMR, est un établissement public de santé de l'île de La Réunion, département d'outre-mer français dans le sud-ouest de l'océan Indien. 
Il est situé sur le territoire de la commune de Saint-Paul. Il est certifié Haute qualité des soins depuis 2023 par la Haute Autorité de santé.
En 2021, un projet de construction de plusieurs centres annexes est lancé : un centre devait être ouvert début 2023 dans le quartier de La Mare à Sainte-Marie ; trois autres étaient prévus à La Possession, Saint-Paul et Saint-Benoît ; une unité pour malades difficiles devait également être ouverte sur le site principal.